# Ermindo Onega
Ermindo Angel Onega (Las Parejas, 30 aprile 1940 – Lima, 21 dicembre 1979) è stato un calciatore argentino, di ruolo mezzala.
Morì nel 1979 in un incidente stradale presso Lima.

## Carriera

### Club
Detto El Ronco (il roco), crebbe nel River Plate. Vi giocò dal 1957 al 1968 vincendo, all'esordio giocando una sola partita, il titolo nazionale del 1957. Passò quindi agli uruguaiani del Peñarol che nel 1966 avevano battuto il River Plate nella finale di Coppa Libertadores. Vincerà il titolo uruguaiano. Dopo il ritorno in patria col Velez ritorna all'estero firmando per i cileni del La Serena. Si ritira nel 1977.

### Nazionale
Con la Nazionale di calcio dell'Argentina partecipò al Mondiale di Inghilterra 1966 giocando 4 partite e segnando un gol. In totale con la maglia albiceleste Onega giocò 30 partite con 11 gol e la vittoria nella Taça das Nações del 1964.

## Palmarès

### Club

#### Competizioni nazionali
- Campionato argentino: 1

River Plate: 1957

#### Competizioni internazionali
- Supercoppa dei Campioni Intercontinentali: 1

Peñarol: 1969

### Nazionale
- Taça das Nações: 1

Argentina: 1964